# Brat Sokol
Brat Sokol je drama Frana Milčinskega.

## Osebe
- Anton Koruza, meščan, vdovec
- Milka, njegova hči
- Dr. Janko Kremen, zdravnik, Koruzov nečak
- Jože Poliček, Koruzov prijatel
- Miroslav Ričet, Silvester Žlindra, vlomilca
- Nanča, kuharica pri Koruzi

## Povzetek
Dejanje se vrši za naših dni v slovenskem mestu. Koruza ves zavit v šale klavrno čepi v naslanjaču, 
Nanča pa go podpihuje v njegovem hipohonderstvu in go straši, saj ima takó oblast nadmin nad celo hišo; Milki ne pusti niti pogledati skozi okno na cesto, kjer trobentajo Sokoli in se pripravljajo na jutrišnjo slavnost - če bo odprla okno, se bo oče vendar prehladil! Priteče Poliček, rad bi prijatelja pripravil, da bi šla gledat Sokole, saj njegovim boleznim ne verjame, pa tudi Nanča se mu zdi pravi strah. Njegov trud je zaman, Koruza se boji vsega. Ko odide, prihiti k očetu Milka, ki so jo zopet privabile trobente. Tedaj pride Janko, kot odposlanec tržaškega Sokola je prišel na slavnost, rad bi prespal pri stricu, če sme... Z avtoriteto zdravnika pripravi Koruzo do tega, da odvrže šale in odeje, se začne po malem gibati, telovaditi, se smejati... kar Koruzi tako dvigne počutje in voljo, do si upa Nanči celo kaj ukazati. Janka pritegne Milka, ki je tačas, kar je ni bil videl, postala zalo dekle; na hitro ji skuša zavrteti glavo, toda Milka je resna in pametna, zna krotiti njegovo predrzno objestnost. V Janku polagoma raste spoštovanje do nje in prava ljubezen.
Medtem ko so domači na vrtu, se v stanovanje splazita Ričet in Žlindra. Toda v hiši ni nič vrednega, Žlindra najde le steklenico žganja in Ričet Jankov plašč in sokolsko čepico. Tedaj vstopi Nanča z malico, prepričana, da je falot Janko. Ričet ji začne dvoriti in jo nalivati z vinom, dokler stare koklje tako ne zmeša, da se z njim zaroči in mu izroči hranilno knjižico. Ričet vesel odnese pete, češ da gre vse pripravit za »poroko«, Nanča pa gospodarju samozavestno oznani, da bo zdaj tudi ona gospa, bratranca da si je že zaarala s hranilno knjižico. Ker pa je pravi bratranec prisoten, se hitro odkrije, da je bil »ženin« tat in goljuf. Tedaj prikoraka iz sosednje sobe, kjer je bil zaspal pod vplivom zganja, še Žlindra, skrit pod belo rjuho in cilindrom. Vsi se prestrašijo, praznoverna Nanča misli, do vidi prikazen, le Janko prisebno skoči na capina, ki pa se spretno izmuzne in pobegne, medtem Koruza vpije z okna: Drži ga! In res, Milka čvrsto drži svojega ukročenega Janka, mladi par se srečen poljubi, Žlindro pa na ulici ujamejo Sokoli, ki so prav tedaj prikorakali mimo s pesmijo in živio klici.